# Made in France (album de Mireille Mathieu)
Pour les articles homonymes, voir Made in France (homonymie).
Albums de Mireille Mathieu
En direct de l'Olympia
(1966) Le merveilleux petit monde de Mireille Mathieu chante Noël
(1968)
Singles
1. La Dernière Valse
Sortie : 1967
2. J'ai gardé l'accent
Sortie : 1968

Made in France est le deuxième album de Mireille Mathieu, sorti en 1967.

## Chansons de l'album
- Face 1

1. La Dernière Valse (Hubert Ithier/Les Reed)
2. La Vieille Barque (André Pascal/Christian Sarrel)
3. Quand fera-t-il jour camarade (Gaston Bonheur/Paul Mauriat)
4. En écoutant mon cœur chanter (Jamblan)
5. Ponts de Paris (J. Peigne/Georges Garvarentz)
6. Un monde avec toi (Charles Aznavour/Bert Kaempfert)

- Face 2

1. Les Yeux de l'amour, tiré du film Casino Royal (G. Sire/Burt Bacharach)
2. La Chanson de notre amour (P. Euran/J. Delleme/V. Laitenen)
3. Chant olympique (Pierre Barouh/Francis Lai)
4. Seuls au monde (André Pascal/Paul Mauriat)
5. Quelqu'un pour toi (J. M. Rivat/F. Thomas/Ch. Chevallier)
6. L'Amour (R. Mamoudy/A. Gomez)